# Lissonota stenostoma
Lissonota stenostoma là một loài tò vò trong họ Ichneumonidae.